# Schizothyrium speireum
Schizothyrium speireum är en svampart som först beskrevs av Elias Fries, och fick sitt nu gällande namn av L. Holm & K. Holm 1978. Schizothyrium speireum ingår i släktet Schizothyrium och familjen Schizothyriaceae.  Arten är reproducerande i Sverige. Inga underarter finns listade i Catalogue of Life.